# Charles Kamathi
Charles Waweru Kamathi (* 18. května 1978, Nyeri, Centrální provincie) je keňský atlet, běžec, který se věnuje dlouhým tratím.
Největší úspěch své kariéry zaznamenal na světovém šampionátu 2001 v kanadském Edmontonu, kde se stal mistrem světa v běhu na 10 000 metrů. Trať zaběhl v čase 27:53,25 a porazil mj. čtyřnásobného mistra světa na této trati Haile Gebrselassieho, který vybojoval bronz.
Na následujícím mistrovství světa v Paříži 2003 doběhl jako sedmý. V roce 2004 získal zlatou medaili na Africkém šampionátu v hlavním městě Konga, v Brazzaville. Ve stejném roce reprezentoval na letních olympijských hrách v Athénách, kde skončil ve finále na třináctém místě s více než minutovou ztrátou na vítězného Kenenisu Bekeleho z Etiopie.
Později se začal specializovat na maraton. První maratonský běh absolvoval v roce 2007 v Miláně, kde doběhl jako čtvrtý v čase 2:11:25. V roce 2008 skončil na berlínském maratonu na třetím místě v čase 2:07:48. V tomto závodě mj. zaběhnul Etiopan Haile Gebrselassie dosud platný světový rekord v maratonu 2:03:59.